# Security Policy Framework
«Основы политики безопасности» (англ. Security Policy Framework, SPF) — набор политик в сфере безопасности, касающихся деятельности правительства Великобритании и связанных с ним организаций. В настоящее время действует 11 версия этого руководства, опубликованная в октябре 2013 года; содержит 20 «обязательных требований», сгруппированных по четырём разделам. Предыдущая версия SPF содержала 70 обязательных требований, которые были более детализированы и сгруппированы в 7 разделах:
- Управление, включая управление рисками;
- Контроль доступа и засекречивание информации;
- Персонал, ответственный за инфобезопасность;
- Обеспечение информационной безопасности;
- Физическая безопасность;
- Борьба с терроризмом;
- Непрерывность бизнеса.

SPF заменил ранее действовавший документ в сфере информационной безопасности правительства Великобритании — Manual of Protective Security. Содержание SPF разработано частично Управлением безопасности аппарата Кабинета министров Великобритании, частично — Центром правительственной связи (GCHQ, главным органом Великобритании в сфере криптографии и защиты правительственной информации).
Требования SPF являются обязательными для государственных учреждений Великобритании; в некоторых случаях могут вводиться более жёсткие требования в сфере безопасности. Государственные органы несут ответственность за управление рисками в сфере технической безопасности, опираясь на опыт и указания GCHQ и кабинета министров. Центр по защите национальной инфраструктуры также помогает защитить критически важную национальную инфраструктуру. Министерство обороны Великобритании имеет собственные политики и системы безопасности.